# Khoảng (toán học)
Trong toán học, khoảng là một khái niệm liên quan đến dãy và tích thuộc về tập hợp của một hoặc nhiều số.

## Giới thiệu trên số thực
Trên trường số thực, một khoảng là một tập hợp chứa mọi số thực nằm giữa hai số được cho trước, và có thể chứa cả hai số đó.
Ký hiệu khoảng là ký hiệu biểu diễn các giá trị nằm trong một khoảng. Ví dụ:
5 < x < 9
Trong ký hiệu khoảng truyền thống, cặp ngoặc đơn, "()", có nghĩa là tập hợp khoảng không chứa hai điểm đầu mút, còn cặp ngoặc vuông, "[]", hàm ý chứa cả hai đầu mút. Ví dụ, 
(10,20)
ký hiệu tập hợp mọi số thực x nằm giữa 10 và 20 nhưng không bao gồm hai giá trị đầu và cuối của khoảng (10 và 20). Tức là 
10 < x < 20
Trong khi đó, khoảng
[10,20]
bao gồm tất cả các số nằm giữa 10 và 20 và cả hai đầu mút 10 và 20. Tức là:
10 ≤ x ≤ 20
Khoảng sử dụng cặp ngoặc vuông còn được gọi là đoạn, có ý nghĩa gần giống đoạn thẳng trong hình học.
Có thể kết hợp "[)" hay "(]":
[10,20)  tức là 10 ≤ x < 20
(10,20]  tức là 10 < x ≤ 20

## Tổng quát
Định nghĩa tổng quát của khoảng được phát biểu như sau: 
Một khoảng là một tập con liên tục S của một tập thứ tự đầy đủ (totally ordered set) T có tính chất như sau: Với mọi phần tử x và y thuộc S và x<z<y thì z thuộc S.
Trường hợp ở mục trên tương ứng với T là tập hợp số thực.

## Phân loại trên số thực
Các khoảng của trên tập hợp số thực thuộc một trong 11 loại sau:
1. {\displaystyle (a,b)=\{x\,|\,a<x<b\}}
2. {\displaystyle [a,b]=\{x\,|\,a\leq x\leq b\}}
3. {\displaystyle [a,b)=\{x\,|\,a\,\leq x<b\}}
4. {\displaystyle (a,b]=\{x\,|\,a<x\leq b\}}
5. {\displaystyle (a,\infty )=\{x\,|\,x>a\}}
6. {\displaystyle [a,\infty )=\{x\,|\,x\geq a\}}
7. {\displaystyle (-\infty ,b)=\{x\,|\,x<b\}}
8. {\displaystyle (-\infty ,b]=\{x\,|\,x\leq b\}}
9. {\displaystyle (-\infty ,\infty )=\mathbb {R} } chính là tập tất cả các số thực
10. {\displaystyle \{a\}}
11. {\displaystyle \varnothing } tập rỗng

Với a và b là các số thực, và a < b; chúng được gọi là các đầu mút của khoảng.
Như vậy ngoặc vuông [ hoặc ] có nghĩa rằng đầu mút đó được bao hàm trong khoảng, trong khi ngoặc (hoặc) có nghĩa ngược lại. Để biết thêm thông tin về ký hiệu trên, xem lý thuyết tập hợp ngây thơ (Naive set theory).
Các khoảng thuộc các loại (1), (5), (7), (9) và (11) được gọi là các khoảng mở (vì chúng là các tập mở. Các khoảng thuộc các loại (2), (6), (8), (9), (10) và (11) được gọi là các khoảng đóng (vì chúng là các tập đóng. Các khoảng thuộc loại (3) và (4) đôi khi được gọi là các khoảng nửa-đóng (hoặc nửa-mở). Lưu ý rằng các khoảng (9) và (11) vừa mở vừa đóng, điều đó không giống với nửa-đóng và nửa-mở.
Các khoảng (1), (2), (3), (4), (10) và (11) được gọi là các khoảng bị chặn hay khoảng đóng, và các khoảng (5), (6), (7), (8) và (9) là các khoảng không bị chặn hay khoảng mở.
Độ dài của các khoảng đóng (1), (2), (3), (4) là {\displaystyle b-a} tương ứng cho mỗi trường hợp.
Khoảng đóng vai trò quan trọng trong lý thuyết về tích phân, vì chúng là các tập hợp đơn giản nhất với "kích thước", "độ đo" (measure) hay "độ dài" dễ định nghĩa. Khái niệm độ đo có thể được mở rộng cho các tập phức tạp hơn, dẫn đến độ đo Borel và cuối cùng là độ đo Lebesgue.
Trong tô pô học, thì khái niệm khoảng được mở rộng thành khái niệm tập mở. Khái niệm "tập mở" cũng là một trong những khái niệm nền tảng của tô pô học.